# Giuseppe Amato
Pour les articles homonymes, voir Amato (homonymie).
Giuseppe Amato, né Giuseppe Vasaturo le 24 août 1899 à Naples, et mort le 3 février 1964 à Rome, est un acteur, scénariste, réalisateur et producteur italien.

## Biographie
Amato débute au cinéma comme acteur dans des productions napolitaines, avant de devenir l'assistant de Rex Ingram pour Mare nostrum (1926). Du début des années 1930 jusqu'à la guerre, il produit de nombreux films, dont des réalisations de Mario Bonnard, Mario Camerini ou Alessandro Blasetti. Il fait faire ses débuts de metteur en scène à Vittorio De Sica dans Roses écarlates en 1940, film dont il est coréalisateur. Après la guerre, il produit de nombreux films, dont des films à succès comme Le Petit Monde de don Camillo, et des films mélodramatiques, comme Le Voleur de bicyclette (1948). Outre deux coréalisations, il dirige aussi seul sept films, dont Yvonne la Nuit, avec l'acteur Totò.

## Filmographie partielle

### Acteur
- 1914 : Pupatella
- 1923 : Reginella, de Mario Negri
- 1923 : Brinneso!, de Ubaldo Maria Del Colle
- 1923 : La gerla di papà Martin, de Mario Bonnard
- 1923 : La leoparda ferita, de Ubaldo Maria Del Colle
- 1926 : Napule ca se ne và, de Ubaldo Maria Del Colle
- 1931 : Fiocca la neve, d'Emanuele Rotondo

### Scénariste
- 1935 : Quei due, de Gennaro Righelli
- 1937 : Sono stato io!, de Raffaello Matarazzo
- 1942 : Quatre Pas dans les nuages (4 passi fra le nuvole), d'Alessandro Blasetti
- 1943 : Apparizione, de Jean de Limur
- 1946 : Malìa, de lui-même
- 1947 : Noël au camp 119 (Natale al campo 119), de Pietro Francisci
- 1949 : Yvonne la Nuit, de lui-même
- 1952 : Un ladro in paradiso, de Domenico Paolella
- 1953 : Le Retour de don Camillo (Il ritorno di don Camillo), de Julien Duvivier
- 1954 : Femmes damnées (Donne proibite), de lui-même
- 1957 : Les Sept collines de Rome (Arrivederci Roma), de Roy Rowland

### Réalisateur
- 1923 : Sotto 'e cancelle
- 1938 : L'amor mio non muore!
- 1940 : Roses écarlates (Rose scarlatte), réalisé avec Vittorio De Sica
- 1942 : Non mi sposo più, réalisé avec Erich Engel
- 1946 : Malìa (it)
- 1949 : Yvonne la Nuit
- 1954 : Femmes damnées (Donne proibite)
- 1955 : Les Cinq dernières minutes (Gli ultimi cinque minuti)
- 1961 : Morte di un bandito

### Producteur
- 1935 : Casta Diva, de Carmine Gallone
- 1945 : Rome, ville ouverte (Roma città aperta), de Roberto Rossellini
- 1948 : Le Voleur de bicyclette (Ladri di biciclette), de Vittorio De Sica
- 1950 : Demain il sera trop tard (Domani è troppo tardi), de Léonide Moguy
- 1952 : Fanfan la Tulipe de Christian-Jaque
- 1952 : Le Petit Monde de don Camillo (Don Camillo), de Julien Duvivier
- 1960 : La dolce vita, de Federico Fellini

## Sources
- Dictionnaire du cinéma, Jean-loup Passek, éditions Larousse, p.15